# نيوت مردخاي
نيوت مردخاي (بالإنجليزية: Neot Mordechai)‏ هو كيبوتز استيطاني في الجليل الأعلى في شمال فلسطين المحتلة، تأسس على أراضي قرية الزوية الفلسطينية، ويقع اليوم إداريا ضمن اختصاص مجلس الجليل الأعلى الإقليمي الإسرائيلي. بلغ عدد سكانه في عام 2019 الـ620.

## التاريخ
تأسست نيوت (أو ناؤوت) مردخاي في 2 تشرين الثاني / نوفمبر 1946 في ذكرى وعد بلفور الأعلى على ضفاف نهر الأردن في قلب وادي الحولة، على بعد حوالي 10كم جنوب شرق كريات شمونة، وقد أنشئ على أيدي صهاينة معظمهم ناشطون هاجروا من تشيكوسلوفاكيا احتلوا الموقع عشية 2 نوفمبر 1946، ويشير موقع الكيبوتش إلى إنشاء المستوطن نقطة ارتكاز على نهر الأردن وثكنة وبرج ماء، وإلى اشتباك مع سكان الزوية العرب الذين قاوموا إنشاء المستوطنة على أراضيهم. وقد سمي باسم مردخاي روزوفسكي الذي كان ناشطا صهيونيا في الأرجنتين.